# Donau-Günz-Interglazial
Das Donau-Günz-Interglazial (auch Donau-Günz-Warmzeit, kurz Donau-Günz oder Uhlenberg-Warmzeit) ist die zweitälteste benannte Warmzeit des Pleistozäns der Alpen. Sie liegt zwischen Donau- und Günz-Kaltzeit.

## Gliederung
Das Donau-Günz-Interglazial ist definiert als Erosionsphase, die auf die Donau-Kaltzeit folgt, und der Günz-Kaltzeit voranging. Sie wird demnach durch die Lücke zwischen den Ablagerungen repräsentiert, die den beiden Kaltzeiten zugeschrieben werden; in den Typregionen der beiden Kaltzeiten sind dies verschiedene Ablagerungen. Im Bereich der Iller-Lech-Platte liegt sie zwischen den Unteren Deckschottern der Zusam-Platte und den Zwischenschottern, im Gebiet des Salzachgletschers zwischen den Eichwald-Schottern und den Älteren Deckenschottern und im Bereich von Traun und Enns zwischen den Prägünz-Schottern und den Älteren Deckenschottern. Die mit dem Interglazial verbundene Erosionsphase ist sehr ausgeprägt, und die Zusammensetzung der Schotter im Gebiet östlich des Rheingletschers ändert sich deutlich.
Biostratigraphisch wurde das Interglazial im so genannten Uhlenberg-Profil pollenstratigraphisch datiert. Die Zuordnung zum MIS 23 oder 25 ist unsicher, damit ergäbe sich ein Alter von ungefähr 900.000 bis 940.000 Jahren. Es gibt jedoch Hinweise darauf, dass das Uhlenberg-Profil noch in das Pliozän zu stellen ist, und damit nicht mit dem Donau-Günz-Interglazial korrelierbar wäre. Unsicher ist auch die Zuordnung zur norddeutschen Gliederung, aufgrund seiner Position im Liegenden des Günz könnte es dem Bavelium oder dem Waal-Interglazial entsprechen.
Das Donau-Günz-Interglazial entspricht zumindest teilweise den schweizerischen Deckenschotter-Vergletscherungen.